# Charlotte York
 (novembre 2012).
Pour les articles homonymes, voir Charlotte York.
Charlotte York est un personnage de fiction apparaissant dans la série télévisée Sex and the City, interprétée par l'actrice Kristin Davis. Elle est l'amie de Carrie Bradshaw (Sarah Jessica Parker), Samantha Jones (Kim Cattrall) et Miranda Hobbes (Cynthia Nixon).

## Caractère
Charlotte est présentée comme une jeune femme rêveuse, idéaliste et très romantique. Elle souhaite se marier et fonder une famille. En raison de sa vision optimiste du monde, on peut la croire naïve mais c'est qu'elle tient à ne pas voir le mauvais côté des situations. Charlotte, élevée par des religieuses, est assez prude et innocente mais pétillante et souriante. C'est aussi une femme courtoise, élégante et distinguée, ce qui se perçoit également par son léger accent (version originale) et le langage qu'elle emploie, toujours plus soutenu que celui des trois autres.  

## Biographie
On sait que Charlotte est née au sein d'une famille aisée du Connecticut, qu'elle a un frère et qu'elle a été élevée par des religieuses, ce qui peut être à l'origine de son caractère prude et innocent et de ses opinions sur les valeurs maritales et familiales. Elle rencontre Carrie dans le métro après qu'un homme a baissé son pantalon devant elles. Par la suite, elle lie une amitié avec Miranda Hobbes et Samantha Jones. C'est également la meilleure amie d'Anthony Marantino, organisateur de mariage homosexuel. 
Elle rencontre Trey McDougal alors que le taxi de ce-dernier a failli la renverser. Elle se marie rapidement avec lui et découvre par la suite que Trey a des troubles de l’érection. Voulant un enfant, Charlotte apprend qu'elle ne peut en avoir et voudrait effectuer une fécondation in vitro mais Trey s'y oppose et le couple finit par divorcer. Après son divorce, elle sort avec Harry Goldenblatt, son avocat. Charlotte voit Harry comme un "bon coup". Harry est tout le contraire de Charlotte : il est maladroit, balourd et pas très distingué. Par amour pour Harry, Charlotte se convertit au judaïsme. Mais une dispute les séparera. Lors d'une réunion dans un club de rencontre pour célibataires new-yorkais juifs, ils reprendront leur relation. Quelque temps plus tard, ils finiront par se marier et adopter une petite Chinoise, Lily. Dans le film, Charlotte apprend qu'elle est enceinte et accouche d'une petite fille, Rose.

## Ses rêves
Bien avant son premier mariage, alors qu'elle était encore célibataire et qu'elle cherchait son prince charmant, Charlotte avait plusieurs rêves. Elle voulait se marier et fonder une famille. Dans la saison 1, on apprend que si elle avait eu une fille, elle l'aurait nommée Shayla et qu'elle aurait aimé vivre dans une maison de ville à New York ou dans une maison en bord de mer à East Hampton. Tous ses rêves et espoirs étaient enfermés dans une boîte, où elle dissimulait un coussin avec brodé "Shayla", des photos de deux maisons, de l'homme de ses rêves et de l'homme de ses rêves par intérêt. Elle finit par déchirer les photos et jeter le coussin après qu'une des rivales des filles ait décidée de nommer sa fille Shayla (saison 1, épisode 10)

## Métier
Charlotte dirige une galerie d'arts à New York. Après s'être mariée avec Trey, elle renonce à sa carrière et devient femme au foyer.

## Style vestimentaire
Charlotte est une femme très élégante et qui a beaucoup de goût. C'est la jolie bourgeoise avec son collier de perles, son serre-tête et sa coiffure impeccable mais jamais au premier degré. Elle arbore des jupes tulipes souvent taille haute ou des petites robes cintrées façon Audrey Hepburn. Ses tenues sont soignées et élégantes. Elle adopte un style BCBG.